# Enciclopedia Álvarez
La Enciclopedia Álvarez fue una de las más conocidas enciclopedias de las que se usaron durante el régimen de Franco, desde 1954 a 1966. Antonio Álvarez Pérez, su autor, era un maestro que ejercía en Zamora (España). Fue reeditada en facsímil a finales del siglo XX.

## Historia
Esta serie de  libros de texto tiene su origen en la meticulosidad con que el profesor Antonio Álvarez Pérez  tenía ordenadas las materias y conocimientos del plan de estudios de Enseñanza Primaria vigente en la época (Ley de Enseñanza Primaria de 1945), y que se terminó convirtiendo para él en un "hobby". Sus compañeros de trabajo, conocedores de su eficiencia y rigor, le solicitaban diferentes tipos de información y le animaron a que convirtiera su trabajo en una obra editada, al estilo de otras enciclopedias que circulaban en esa y anteriores épocas.
En 1951 ya tenía elaborado el primer volumen, destinado a niños de entre 6 y 8 años de edad, que pasó las diferentes censuras que había entonces en España (la política y la eclesiástica), y al año siguiente consigue editarla en Zamora en la editorial ELMA, propiedad de Eduardo López. Tras su buena acogida, la publicó también la editorial vallisoletana Miñón.
Se fueron ampliando los diferentes libros, tres versiones de "Mi cartilla", "El parvulito", los libros correspondientes al "Primer grado" (para escolares de hasta 7 años), "Segundo grado" (de 7 a 12 años) y "Tercer grado" (de 12 a 15 años) y la enciclopedia de "Iniciación Profesional", además de cuadernos de ejercicios y libros para uso del profesor.
La Enciclopedia Álvarez llegó a copar el 80% del mercado de texto del momento, estimándose que se llegarían a vender 22 millones de ejemplares en España y entre 33 o 34 millones si se añaden el resto de material, cuadernos, libros para los profesores etc. 
En 1973 y a raíz de la aprobación de la Ley General de Educación, la enciclopedia Álvarez dejó de usarse.	
En 1997, la editorial EDAF realizó una serie de ediciones facsímiles que tuvieron una buena acogida.

## Los textos
Tras la guerra civil española, el gobierno surgido del bando sublevado se fijó como objetivo la extensión a toda la sociedad de su ideología. Para ello el Ministerio de Educación Nacional haría un programa educativo donde se buscaba la enseñanza de esos valores a todos los niños de España.
Una de las materias que más alteraciones sufrió fue la historia, materia que se aprovechaba para la introducción de valores políticos y patrióticos. Conceptos como el "ser español", la justificación del golpe de Estado contra el gobierno de la República, que se denominaba "glorioso alzamiento nacional", y se mostraba como una gesta heroica o la tradición histórica del imperio español. Se buscaba la identificación de la juventud con la historia y a través de ella la identificación con la patria y con la raza. Los maestros debían actuar "como maestros y como españoles, sistematizar el esfuerzo para dar a la juventud un medio para encontrarse en la historia con justificada confianza y fe en su destino": la historia se enseñaba desde la Historia Nacional a la Historia Universal con conceptos claves como "A nuestra patria estaba reservado el destino más glorioso de todos: descubrir el Nuevo Mundo y hacerle partícipe de nuestra cristiana civilización".
Junto a esto se hace hincapié en los conceptos religiosos, siendo el espíritu religioso católico uno de los pilares fundamentales de la constitución de la patria española y esencia del significado de "lo español". Lo bueno es lo católico y lo español, lo malo es lo masónico y lo liberal. El imperio español era la base para proyectar el futuro de España. Se mostraba al "nuevo Estado", como se autodenominaba el régimen y su líder, Francisco Franco, como forjadores de la "España eterna", que se basaba en la tradición y en la unidad, como dice González Calleja y Limón Nevado: 

por estos valores: monárquica, imperial, centralizada, absoluta y católica.

Siguiendo las directrices del régimen franquista, los textos hacían proselitismo del propio régimen y sus fundamentos, así como sobre la doctrina católica mostrando de forma negativa y condenatoria la Segunda República española y las ideologías de izquierda. Mostraba la guerra civil española como una cruzada contra los rojos y el comunismo.
También, como era normal en la época, la educación se diferenciaba por sexos, siendo diferentes las materias que tenían que estudiar niños y niñas.
La obra estaba destinada a ser aprendida de memoria, ya que su confección se basaba en la máxima "solo se sabe lo que se recuerda". Esta forma de aprender, que era la habitual de la época, fue completada con la práctica sistematizada del propio Álvarez en una entrevista antes de su fallecimiento, que dice: 

La clave del éxito fue el libro del maestro, o sea la práctica, las actividades que afianzaban los conocimientos.

La enciclopedia contenía materias como Historia de España, Historia Sagrada, Evangelios, Lengua Española, Aritmética, Geometría, Geografía, Ciencias de la Naturaleza, Formación Familiar y Social, Higiene, Lecciones Conmemorativas, conmemoraciones escolares y para niños Formación Político-Social y para niñas Formación Política.
Junto con los libros de texto había también un libro para el maestro, que se titulaba "Sugerencias y Ejercicios", en donde figuraban ejercicios y el índice de conocimientos que los Cuestionarios Nacionales señalaban para cada curso.
Para los alumnos había cuadernos de ejercicios y de trabajo que se adaptaban a cada asignatura que aparecía en la enciclopedia. Existían también las cartillas para poder aprender a leer y a escribir o dibujar.
Desde las primeras ediciones de los años 50 hasta las últimas de 1966 había cambios y reformas. Tanto en lo referente a los contenidos como a la calidad de los libros, con mejores dibujos y pasando del blanco y negro al color. En 1997, la editorial EDAF realizó la edición facsímil de los volúmenes más populares:
- El parvulito. ISBN 844140299X ISBN 978-84-414-0299-7

- Enciclopedia Álvarez de Primer Grado. ISBN 8441405271 ISBN 978-84-414-0527-1

- Enciclopedia Álvarez de Segundo Grado. ISBN 8441404194 ISBN 978-84-414-0419-9

- Enciclopedia Álvarez de Tercer Grado. ISBN 8441402442 ISBN 978-84-414-0244-7

- Enciclopedia Álvarez. Iniciación Profesional. ISBN 8441410003 ISBN 978-84-414-1000-8